# Piscoiu
Piscoiu – wieś w Rumunii, w okręgu Gorj, w gminie Stejari. W 2011 roku liczyła 700 mieszkańców.